# Jeanette Bolden
Jeanette Bolden, ameriška atletinja, * 26. januar 1960, Los Angeles, ZDA.
Nastopila je na poletnih olimpijskih igrah leta 1984, kjer je osvojila naslov olimpijske prvakinje v štafeti 4×100 m in četrto mesto v teku na 100 m. 